# بول أونواتشو
باول اونواتشو (بالإنجليزية: Paul Onuachu)‏ (28 مايو 1994 بنيجيريا - ) هو لاعب كرة قدم نيجيري في مركز الهجوم. لعب مع نادي فايله ونادي ميتييلاند.

## روابط خارجية
- بول أونواتشو على موقع الاتحاد الأوربي (الإنجليزية)
- بول أونواتشو على موقع قاعدة بيانات كرة القدم.إي يو (الإنجليزية)
- بول أونواتشو على موقع ليكيب (الفرنسية)
- بول أونواتشو على موقع ناشيونال فوتبول تيمز (الإنجليزية)
- بول أونواتشو على موقع Soccerbase.com (لاعب) (الإنجليزية)
- بول أونواتشو على موقع Soccerway.com (الإنجليزية)
- بول أونواتشو على موقع عالم كرة القدم.نت (الإنجليزية)
- بول أونواتشو على موقع AS.com (الإسبانية)